# خوسيه لويس فاليينتي
خوسيه لويس فاليينتي (بالإسبانية: José Luis Valiente) هو لاعب كرة قدم إسباني في مركز الوسط، ولد في 18 مايو 1991 في بلنسية في إسبانيا. لعب مع Atlético Levante UD ‏.

## وصلات خارجية
- خوسيه لويس فاليينتي على موقع قاعدة بيانات كرة القدم.إي يو (الإنجليزية)
- خوسيه لويس فاليينتي على موقع Soccerway.com (الإنجليزية)